# コルノ・ダ・カッチャ

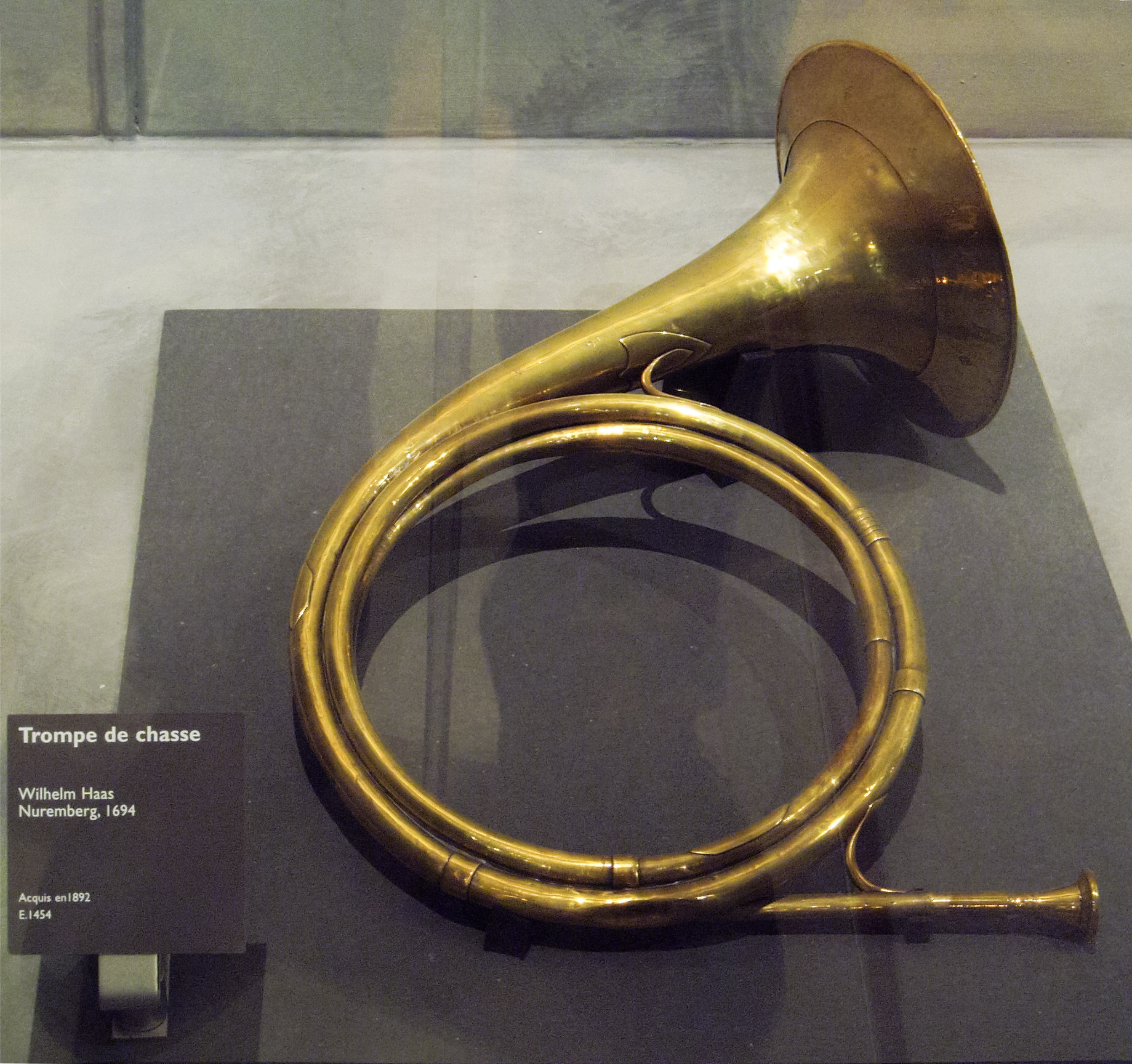
コルノ・ダ・カッチャ - Wilhelm Haas, Nurember, 1694 - Parigi, Musée de la Musique

コルノ・ダ・カッチャ（伊：Corno da caccia）は、現在のフレンチ・ホルンの先祖。「狩のホルン」というようにもともと狩猟の時に合図を送るのに使われた。馬に乗った際、ベルが後ろ向きになるように持った。この楽器がオーケストラに取り入れられるようになったのはバロック時代後期、18世紀始めの頃である。